# Petra Pau

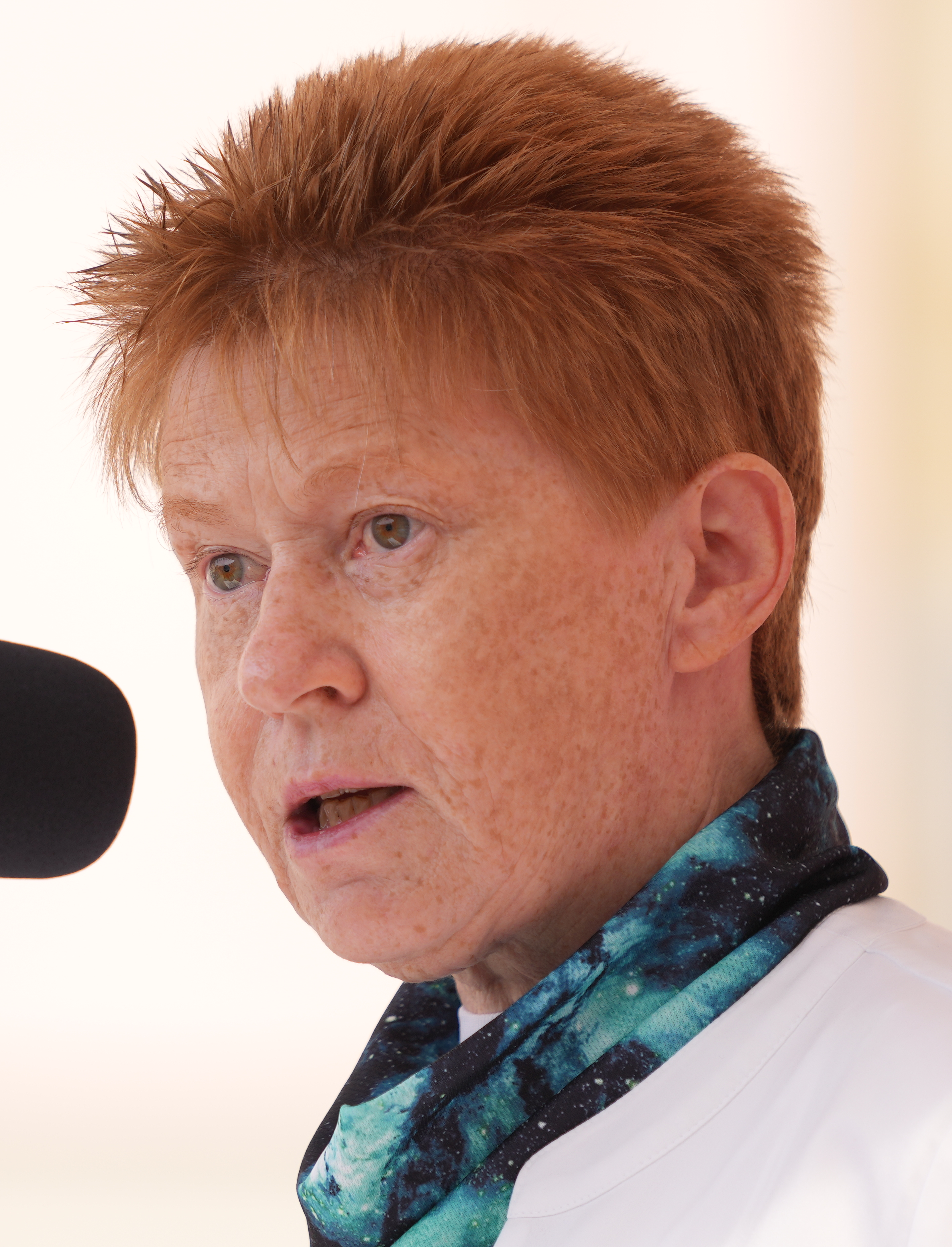
Petra Pau (2022)

Petra Angelika Pau (* 9. August 1963 in Ost-Berlin) ist eine ehemalige deutsche Politikerin (Die Linke). Sie war von der Bundestagswahl 1998 bis 2025 Mitglied des Deutschen Bundestages und von April 2006 bis März 2025 Vizepräsidentin des Deutschen Bundestages.

## Leben und Beruf
Pau wurde 1963 in Ost-Berlin als Tochter eines Maurers geboren. Nach dem Besuch einer allgemeinbildenden polytechnischen Oberschule, der heutigen Mildred-Harnack-Schule in Berlin-Lichtenberg, begann sie 1979 ein Fachschulstudium am Zentralinstitut der Pionierorganisation „Ernst Thälmann“ (ZIPO) in Droyßig, das sie 1983 als Freundschaftspionierleiterin und als Unterstufenlehrerin für Deutsch und Kunsterziehung abschloss. Sie arbeitete bis 1985 als Lehrerin und begann dann ein Studium an der Parteihochschule Karl Marx (PHS) in Berlin, das sie 1988 als Diplom-Gesellschaftswissenschaftlerin abschloss. Sie war bis 1990 Mitarbeiterin beim Zentralrat der FDJ und war dort nach der friedlichen Revolution in der DDR  zuständig für die Auflösung der Pionierorganisation Ernst Thälmann. Bis 1991 war sie arbeitslos.
Pau wurde evangelisch getauft und konfirmiert. Sie trat in der zehnten Klasse aus der evangelischen Kirche aus und ist seither konfessionslos. Seit 1994 ist sie mit dem Diplom-Mathematiker Michael Wolff verheiratet.

## Parteimitgliedschaften
1983 wurde Pau Mitglied der SED. Von Januar bis Oktober 1991 war sie Vorsitzende des PDS-Bezirksverbands Berlin-Hellersdorf und anschließend stellvertretende Landesvorsitzende der PDS Berlin. Als André Brie wegen seiner verschwiegenen Stasi-Vergangenheit zurücktreten musste, wurde Pau im Oktober 1992 zur Landesvorsitzenden der PDS Berlin gewählt. Dieses Amt bekleidete sie bis Dezember 2001; von 2000 bis 2002 war sie außerdem stellvertretende PDS-Bundesvorsitzende. Innerhalb ihrer Partei gehört Pau zu den Reformlinken. Sie war lange Sprecherin der Bundesarbeitsgemeinschaft Bürgerrechte und Demokratie.

## Abgeordnete

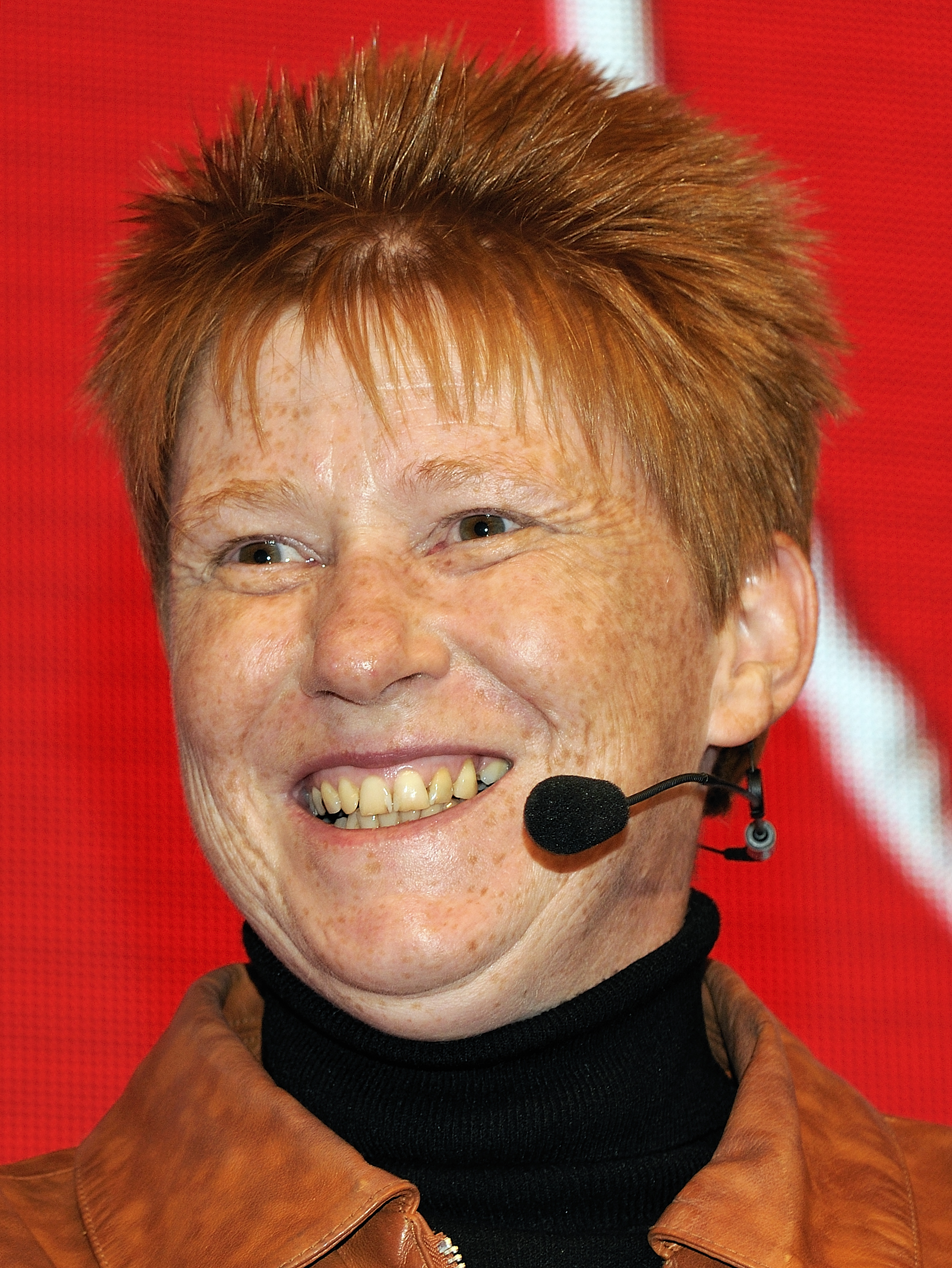
Petra Pau, 2013

Pau gehörte von 1990 bis 1995 der Bezirksverordnetenversammlung von Berlin-Hellersdorf und von 1995 bis 1998 dem Abgeordnetenhaus von Berlin an. Bei der Bundestagswahl 1998 gewann sie das Direktmandat für den Deutschen Bundestag im Wahlkreis Berlin-Mitte – Prenzlauer Berg gegen Wolfgang Thierse, den Kandidaten der SPD, und Marianne Birthler, die Kandidatin von Bündnis 90/Die Grünen. Pau ist auch nach den Bundestagswahlen 2002, 2005, 2009, 2013 und 2017 (siehe unten) als direkt gewählte Abgeordnete in den Bundestag eingezogen und gehörte wie Gesine Lötzsch als direkt gewählte, aber fraktionslose Abgeordnete weiterhin dem Bundestag an, nachdem die PDS bei der Bundestagswahl 2002 an der Fünf-Prozent-Hürde gescheitert war. Petra Pau erzielte im Bundestagswahlkreis Berlin-Marzahn – Hellersdorf bei der Bundestagswahl 2005 42,6 Prozent, bei der Bundestagswahl 2009 47,8 Prozent, bei der Bundestagswahl 2013 38,9 Prozent und bei der Bundestagswahl 2017 34,2 Prozent der Erststimmen. Bei der Bundestagswahl 2021 verlor sie den Wahlkreis an Mario Czaja (CDU), zog aber über die Landesliste der Linken in den 20. Deutschen Bundestag ein.
Von Oktober 2000 bis Oktober 2002 war Pau zudem stellvertretende Vorsitzende der PDS-Bundestagsfraktion. Von Oktober 2005 bis zu deren Auflösung im Dezember 2023 gehörte sie dem Vorstand der Linksfraktion im Bundestag an; von 2005 bis 2008 war sie auch stellvertretende Fraktionsvorsitzende. Während ihrer Amtszeit als stellvertretende Fraktionsvorsitzende leitete sie den Fraktionsarbeitskreis BürgerInnenrechte und Demokratie.

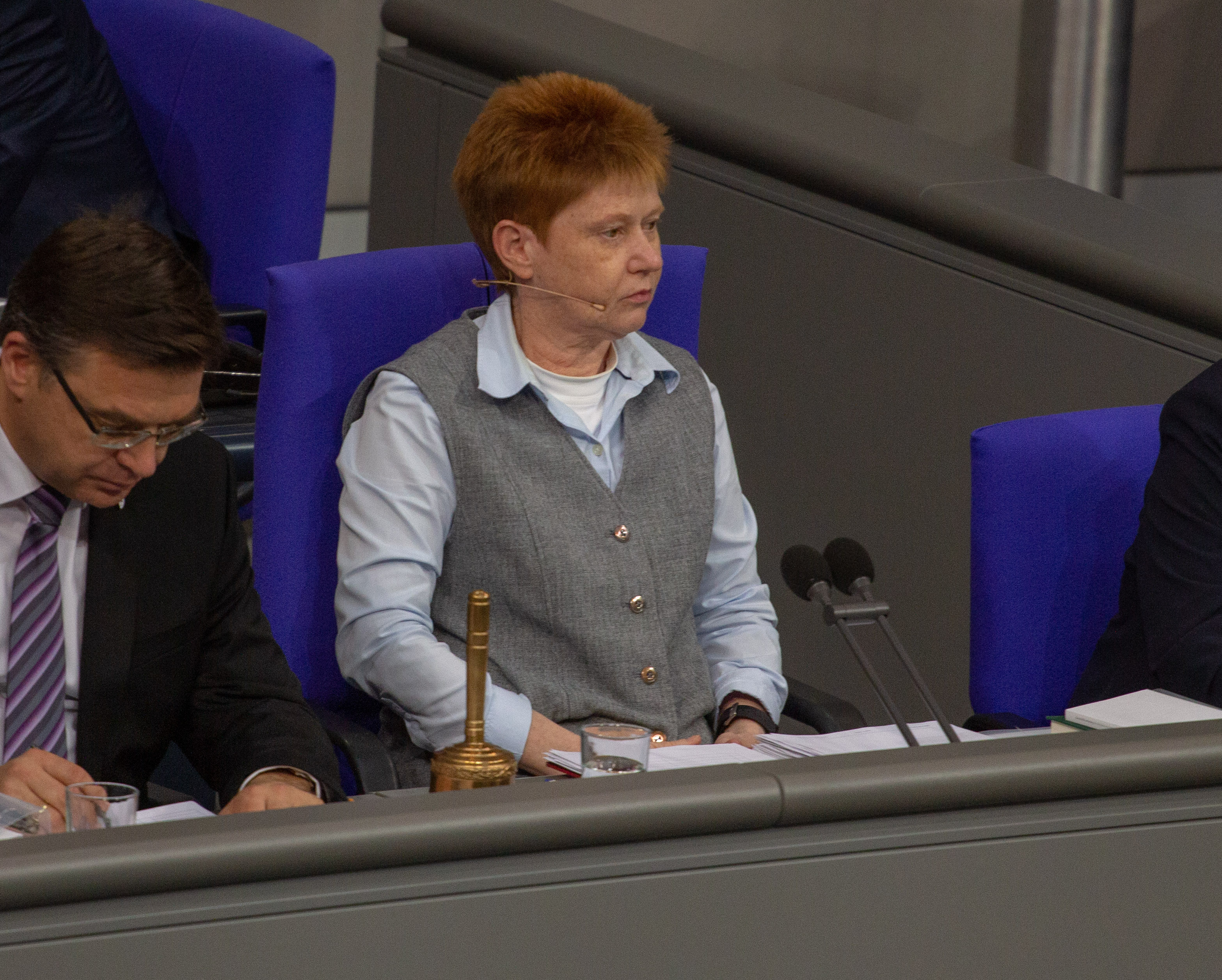
Petra Pau als Bundestagsvizepräsidentin (2019)

Am 7. April 2006 wurde Pau zu einer der Vizepräsidentinnen des Deutschen Bundestages gewählt, nachdem der ursprüngliche Kandidat der Linksfraktion, Lothar Bisky, in vier Wahlgängen nicht die notwendige Stimmenzahl erreicht hatte. Pau wurde am 27. Oktober 2009 im 17. Deutschen Bundestag, am 22. Oktober 2013 im 18. Deutschen Bundestag, am 24. Oktober 2017 im 19. Deutschen Bundestag und am 26. Oktober 2021 im 20. Deutschen Bundestag in dieser Position bestätigt. Nach der Auflösung der Linksfraktion zum 6. Dezember 2023 beantragte die AfD-Bundestagsfraktion, Pau zum Rücktritt vom Amt der Vizepräsidentin aufzufordern. Eine deutliche Mehrheit der Abgeordneten lehnte den Antrag ab. Pau ist seit 2024 das historisch am längsten ohne Unterbrechung amtierende Mitglied des Bundestagspräsidiums (vor Annemarie Renger; Carlo Schmid und Richard Jaeger waren längere Zeit Vizepräsidenten als Pau, aber jeweils mit Unterbrechung aufgrund eines Ministeramtes).
2010 bis 2015 litt Pau an Spasmodischer Dysphonie, einer Erkrankung der Stimme.
Pau war Obfrau der Linken in den zwischen 2012 und 2017 eingesetzten NSU-Untersuchungsausschüssen des Bundestages. Zudem ist Pau ordentliches Mitglied im Ausschuss für Inneres und Heimat, den sie als dienstältestes Mitglied übergangsweise leitete, sowie im Gemeinsamen Ausschuss. Sie war stellvertretendes Mitglied im Ausschuss Digitale Agenda. Als Bundestagsvizepräsidentin besuchte sie die jährlichen Feierlichkeiten zur Befreiung des KZ Mauthausen.
Ab Januar 2022 war Petra Pau religionspolitische Sprecherin der Bundestagsfraktion der Linken.
Außerdem ist sie Mitglied des Kuratoriums der Stiftung Denkmal für die ermordeten Juden Europas.
Im Oktober 2024 kündigte Pau an, nicht erneut für den Bundestag zu kandidieren. Entsprechend schied sie mit der konstituierenden Sitzung des 21. Deutschen Bundestages am 25. März 2025 aus dem Parlament aus.

## Politische Positionen und Kontroversen
In der Öffentlichkeit breit kritisiert wurde, dass Pau im November 2006 ohne Angabe ihrer Funktion eine Traueranzeige für den früheren Chef der Hauptverwaltung Aufklärung der DDR-Staatssicherheit, Markus Wolf, veröffentlichte.
Im Januar 2012 wurde bekannt, dass im Rahmen der Beobachtung der Partei Die Linke durch den Verfassungsschutz auch Petra Pau als eine von 27 Bundestagsabgeordneten der Linken unter Beobachtung durch das Bundesamt für Verfassungsschutz stand, was von Politikern aller Fraktionen kritisiert wurde.
Im Dezember 2014 erhielt Pau wegen ihres Engagements für Flüchtlinge und gegen die von Neonazis maßgeblich beeinflussten Proteste gegen ein Flüchtlingsheim im Bezirk Marzahn-Hellersdorf über 40 Morddrohungen. Ihre Privatadresse wurde in dem Kontext veröffentlicht. Anfang März 2015 wurde sie aus einer Demonstration der selbst ernannten „Bürgerbewegung Marzahn“ heraus direkt vor ihrer Wohnung bedroht. Die Polizei hatte eine entsprechende Routenänderung der Demonstranten genehmigt, da keine Anhaltspunkte für „Unfriedlichkeiten“ vorgelegen hätten und aufgrund des Grundrechts auf Versammlungsfreiheit daher ein Anspruch auf Genehmigung der Routenänderung bestanden hätte.
Im Juli 2023 brachte Pau als eine von über 100 Abgeordneten einen Gesetzentwurf im Bundestag ein, der geschäftsmäßige, also auf Wiederholung angelegte, Suizidhilfe unter Strafe gestellt hätte. Der Gesetzentwurf wurde von der Bundesrechtsanwaltskammer als verfassungswidrig kritisiert, da er zu restriktiv sei und nicht wie in einem Urteil des Bundesverfassungsgerichts (BVerfG) vom 26. Februar 2020 gefordert berücksichtige, dass die Einschränkung der freiverantwortlichen Selbsttötung einem hohen verfassungsrechtlichen Rechtfertigungsbedarf unterliege. Der Entwurf wurde mit 362 Gegenstimmen bei 302 Ja-Stimmen und 23 Enthaltungen abgelehnt.

## Auszeichnungen
Am 24. März 2025 wurde ihr das Verdienstkreuz am Bande des Verdienstordens der Bundesrepublik Deutschland stellvertretend durch die damalige Bundestagspräsidentin Bärbel Bas für ihre jahrzehntelange Arbeit als Bundestagsvizepräsidentin überreicht.

## Publikationen (Auswahl)
- Gottlose Type. Meine unfrisierten Erinnerungen. Eulenspiegel, Berlin 2015, ISBN 978-3-359-02476-7.
- Links sein im 21. Jahrhundert. Rosa-Luxemburg-Stiftung, Berlin 2019, ISBN 978-3-948250-02-7 (rosalux.de [PDF; 262 kB]).
- Gott hab sie selig. Neue Anekdoten von anomal bis digital. Quintus-Verlag, Berlin 2021, ISBN 978-3-96982-006-3.
- Für ein wirklich neues Deutschland. Petra Pau erklärt die Mühen der Ebenen für eine linke Bundestagsvizepräsidentin. In: nd – Die Woche vom 22./23. Mai 2021, S. 35.

## Trivia
Wegen ihrer roten Haare und der Sommersprossen trägt Petra Pau den Spitznamen „Sams“, nach dem freundlichen Märchenwesen aus den Kinderbüchern von Paul Maar.